# Highlife
Highlife es un género musical que se originó en Ghana en la década de 1960 y se extendió a Sierra Leona, Nigeria y otros países de África Occidental hacia el final de esa década. Es muy popular en Liberia y la mayor parte de los países anglófonos de África Occidental, aunque las producciones del estilo realizadas en otros países son escasas dadas las dificultades económicas provocadas en los mismos por la guerra y la falta de estabilidad.
El highlife se caracteriza por su sección de vientos jazzy y la utilización de múltiples guitarras para liderar la banda. Recientemente, ha adquirido un ritmo más rápido gracias a la utilización de sintetizadores, como en el caso de Daddy Lumba. El joromi es un subgénero de este estilo musical.
La guitarra arpegiada del highlife se modela a partir del guajeo afrocubano. El patrón de puntos de ataque es prácticamente idéntico a la "clave motivo" 3-2 del guajeo. El patrón de campana conocido en Cuba como clave, es indígena de Ghana y Nigeria, y es utilizado en el highlife.

## Artistas significativos
Entre los artistas más destacados se encuentran:
- Ebo Taylor
- Koo Nimo
- A. B. Crentsil
- Dr Sir Warrior
- S. E. Rogie
- Fela Kuti en su primer grupo, Koola Lobitos
- Solomon Ilori
- George Darko
- Rex Lawson
- Prince Nico Mbarga
- Super Negro Bantous
- E. T. Mensah
- Osibisa
- Daddy Lumba
- King Bruce
- K. Frimpong
- Amakye Dede
- Victor Uwaifo
- Oriental Brothers International
- Bobby Benson
- Victor Olaiya
- Chief Stephen Osita Osadebe
- Babá Ken Okulolo

Nana Kwame Ampadu
- Orlando Owoh